# Liste der Biografien/Berga
Liste der Biografien |
Portal Biografien |
Personensuche
# |
A |
B |
C |
D |
E |
F |
G |
H |
I |
J |
K |
L |
M |
N |
O |
P |
Q |
R |
S |
T |
U |
V |
W |
X |
Y |
Z |
?
 
Ba |
Be |
Bd |
Bg |
Bh |
Bi |
Bj |
Bl |
Bm |
Bn |
Bo |
Br |
Bs |
Bu |
Bw |
By |
Bz
 
Bea–Beb |
Bec |
Bed |
Bee |
Bef |
Beg |
Beh |
Bei |
Bej |
Bek |
Bel |
Bem |
Ben |
Beo |
Bep |
Beq |
Ber |
Bes |
Bet |
Beu |
Bev |
Bew |
Bex |
Bey |
Bez
 
Bera |
Berb |
Berc |
Berd |
Bere |
Berf |
Berg |
Berh |
Beri |
Berj |
Berk |
Berl |
Berm |
Bern |
Bero |
Berq |
Berr |
Bers |
Bert |
Beru |
Berv |
Berw |
Berx |
Bery |
Berz
 
Berga |
Bergb |
Bergc |
Bergd |
Berge |
Bergf |
Bergg |
Bergh |
Bergi |
Bergj |
Bergk |
Bergl |
Bergm |
Bergn |
Bergo |
Bergq |
Bergr |
Bergs |
Bergt |
Bergu |
Bergv |
Bergw
Die Liste der Biografien führt alle Personen auf, die in der deutschsprachigen Wikipedia einen Artikel haben. Dieses ist eine Teilliste mit 67 Einträgen von Personen, deren Namen mit den Buchstaben „Berga“ beginnt.

## Berga
- Berga i Boada, Josep (1872–1923), katalanischer Maler
- Berga i Boix, Josep (1837–1914), spanischer Maler und Schriftsteller
- Berga, Petros (* 1967), äthiopischer römisch-katholischer Geistlicher, Apostolischer Visitator

### Bergai
- Bergaigne, Joseph (1588–1647), Bischof von ’s-Hertogenbosch und Erzbischof von Cambrai

### Bergal
- Bergala, Ilian (* 1996), französischer Schauspieler
- Bergalli, Gustavo (* 1940), argentinischer Jazzmusiker
- Bergalli, Luisa (1703–1779), italienische Dichterin und Librettistin

### Bergam
- Bergamaschi, Crispino (* 1963), schweizerisch-italienischer Ingenieur
- Bergamaschi, Roberto (* 1954), italienischer römisch-katholischer Ordensgeistlicher, Apostolischer Vikar von Gambella
- Bergamaschi, Valentina (* 1997), italienische FußballspielerinValentina Bergamaschi (* 1997)

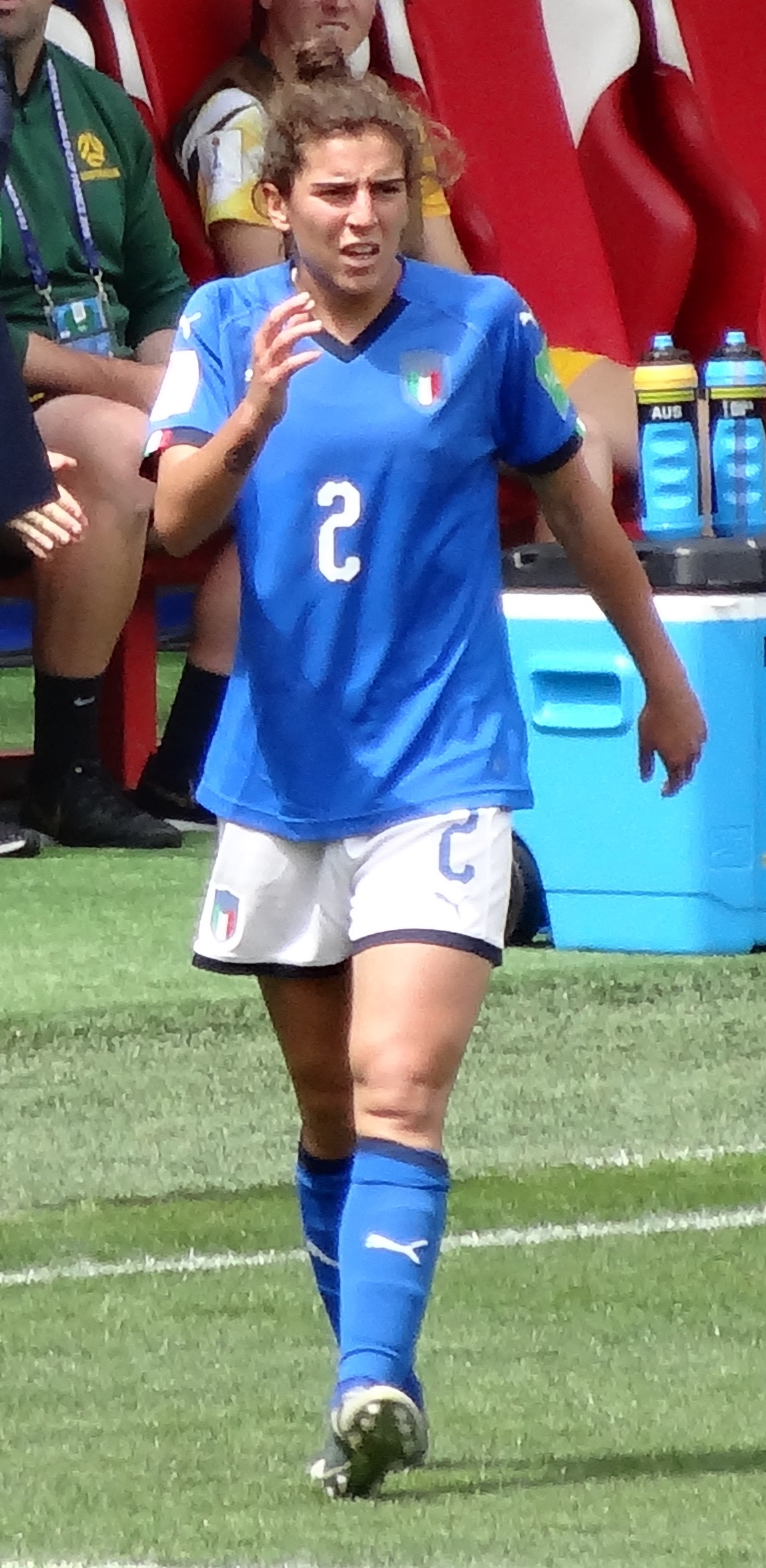
Valentina Bergamaschi (* 1997)

- Bergamaschi, Vasco (1909–1979), italienischer Radrennfahrer
- Bergamasco, Mauro (* 1979), italienischer Rugbyspieler
- Bergamasco, Mirco (* 1983), italienischer Rugbyspieler
- Bergamelli, Giancarlo (* 1974), italienischer Skirennläufer
- Bergamelli, Norman (* 1971), italienischer Skirennläufer
- Bergamelli, Sergio (* 1970), italienischer Skirennläufer
- Bergamin, Emilio (* 1937), italienischer Entwerfer von Porzellangeschirr
- Bergamin, Franco (* 1960), römisch-katholischer Ordensgeistlicher und Generalabt der Augustiner-Chorherren vom Lateran
- Bergamín, José (1895–1983), spanischer Schriftsteller
- Bergamin, Luciano (* 1944), italienischer Ordensgeistlicher und römisch-katholischer Bischof von Nova Iguaçu
- Bergamin, Luzi (1901–1988), Schweizer Ländlermusikant und Komponist
- Bergamin, Pascal (* 1979), Schweizer Filmregisseur und Drehbuchautor
- Bergamin, Raimundo Cesare (1910–1991), italienischer Ordensgeistlicher, römisch-katholischer Bischof von Padang
- Bergamini, Carlo (1888–1943), italienischer Admiral
- Bergamini, Giancarlo (1926–2020), italienischer Florettfechter und Olympiasieger
- Bergamini, Lucas (* 1997), brasilianischer Padelspieler
- Bergamini, Mario (1900–1987), italienischer Radrennfahrer
- Bergammer, Friedrich (1909–1981), österreichischer Lyriker und Kunsthändler
- Bergamo, Almiro (1912–1994), italienischer Ruderer
- Bergamo, John (1940–2013), US-amerikanischer Perkussionist und Komponist
- Bergamo, Paolo (* 1943), italienischer Fußballschiedsrichter
- Bergamo, Ugo (* 1951), italienischer Politiker, Bürgermeister von Venedig
- Bergamonti, Angelo (1939–1971), italienischer Motorradrennfahrer
- Bergamonti, Rossella (* 1942), italienische Schauspielerin

### Bergan
- Bergan, Gerald Thomas (1892–1972), US-amerikanischer römisch-katholischer Geistlicher
- Bergan, Jaromir, deutscher Fechter
- Bergan, Julie (* 1994), norwegische Sängerin
- Bergander, Emil (1894–1980), deutscher Gärungschemiker und Hochschullehrer
- Bergander, Goetz (1927–2013), deutscher Journalist
- Bergander, Rudolf (1909–1970), deutscher Maler
- Bergander, Ursula (1912–1996), deutsche Frauenärztin
- Bergane, Margrethe (* 2001), norwegische Skilangläuferin
- Bergann, Friedrich (1904–1989), deutschsprachiger Botaniker und Hochschullehrer
- Bergann, Hans-Joachim (1919–2005), deutscher Taucher und Tauchpionier
- Bergansius, Johannes Willem (1836–1913), niederländischer Generalleutnant und Politiker
- Bergant, Hubert (1934–1999), jugoslawischer bzw. slowenischer Organist, Pianist und Pädagoge
- Bergantin, Vinícius (* 1980), brasilianisch-italienischer Fußballspieler
- Berganza, Teresa (1933–2022), spanische Opernsängerin (Mezzosopran)Teresa Berganza (1933–2022)

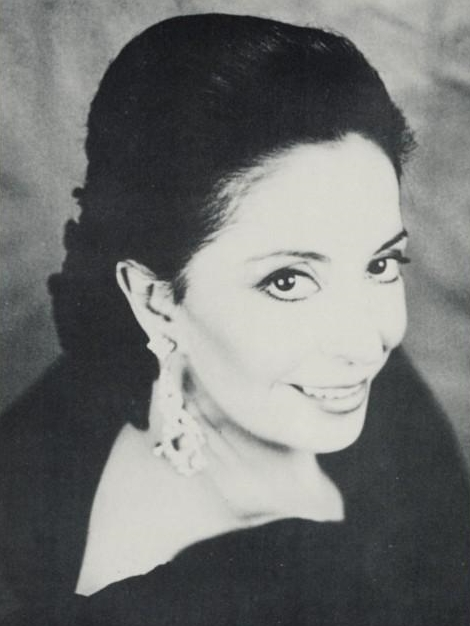
Teresa Berganza (1933–2022)

### Bergar
- Bergara, Federico (* 1971), uruguayischer Fußballspieler
- Bergara, Gonzalo (* 1980), argentinischer Bluesrock- und Jazzmusiker
- Bergara, Ignacio (1940–2004), uruguayischer Fußballspieler
- Bergara, Iñaki (* 1962), spanischer Fußballtorhüter und Torwarttrainer
- Bergara, Mario (* 1965), uruguayischer Politiker
- Bergara, Mario Ludovico (1937–2001), uruguayischer Fußballspieler
- Bergara, Markel (* 1986), spanischer Fußballspieler

### Bergas
- Bergas, Hanna (1900–1987), deutsche Pädagogin
- Bergasse, Henry (1894–1977), französischer Politiker, Mitglied der Nationalversammlung und Autor

### Bergat
- Bergatt, Klaus (1935–2001), deutscher Schauspieler und Synchronsprecher

### Bergau
- Bergau, Fritz (1894–1941), deutscher Kommunist und Widerstandskämpfer gegen den Nationalsozialismus
- Bergau, Günter (* 1939), deutscher Ruderer
- Bergau, Martin (1928–2020), deutscher Zeitzeuge und Schriftsteller
- Bergau, Rudolf (1836–1905), deutscher Kunsthistoriker und Architekt
- Bergaud, Louis (1928–2024), französischer Radrennfahrer
- Bergauer, Florian (1897–1960), österreichischer Politiker (SDAP), Mitglied des Bundesrates
- Bergauer, Franz Xaver (1805–1886), Ingenieur
- Bergauer, Josef (1880–1947), österreichischer Schauspieler, Vortragskünstler und Schriftsteller
- Bergauer, Louise (1825–1889), Opernsängerin (Sopran)